# Levada do Caldeirão Verde

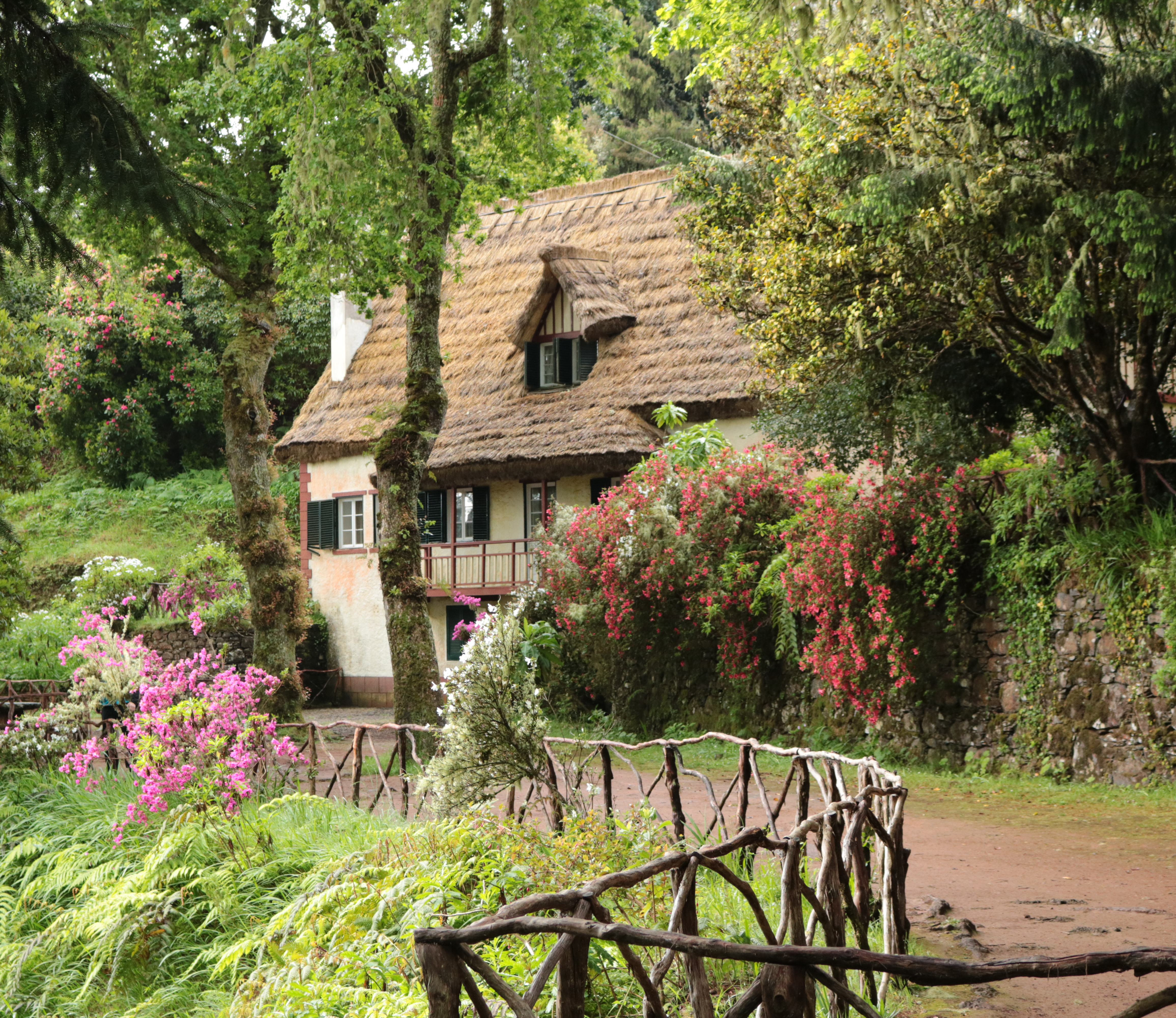
Strohhaus in Queimadas

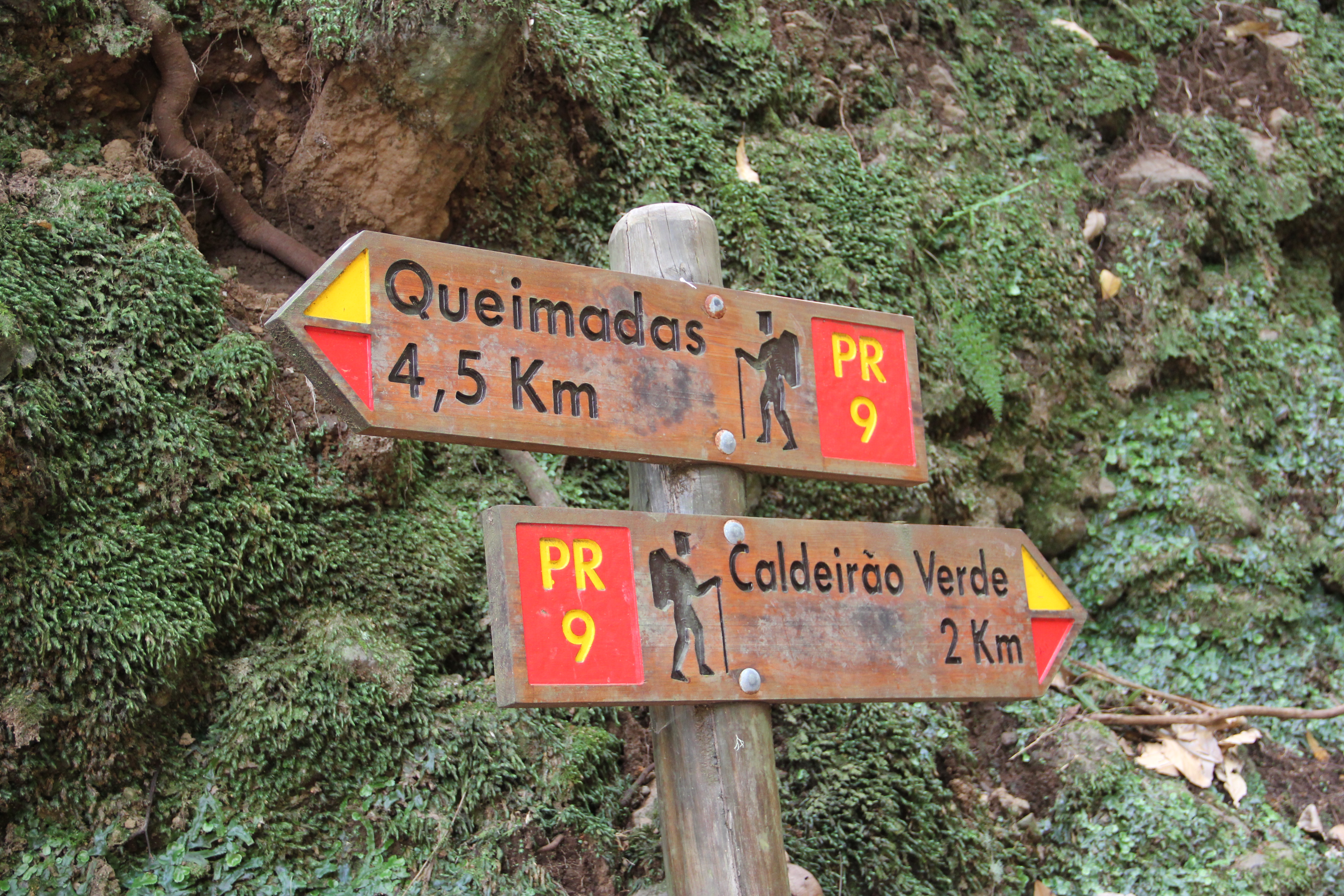
Beschilderung des PR 9 an der Levada do Caldeirão Verde

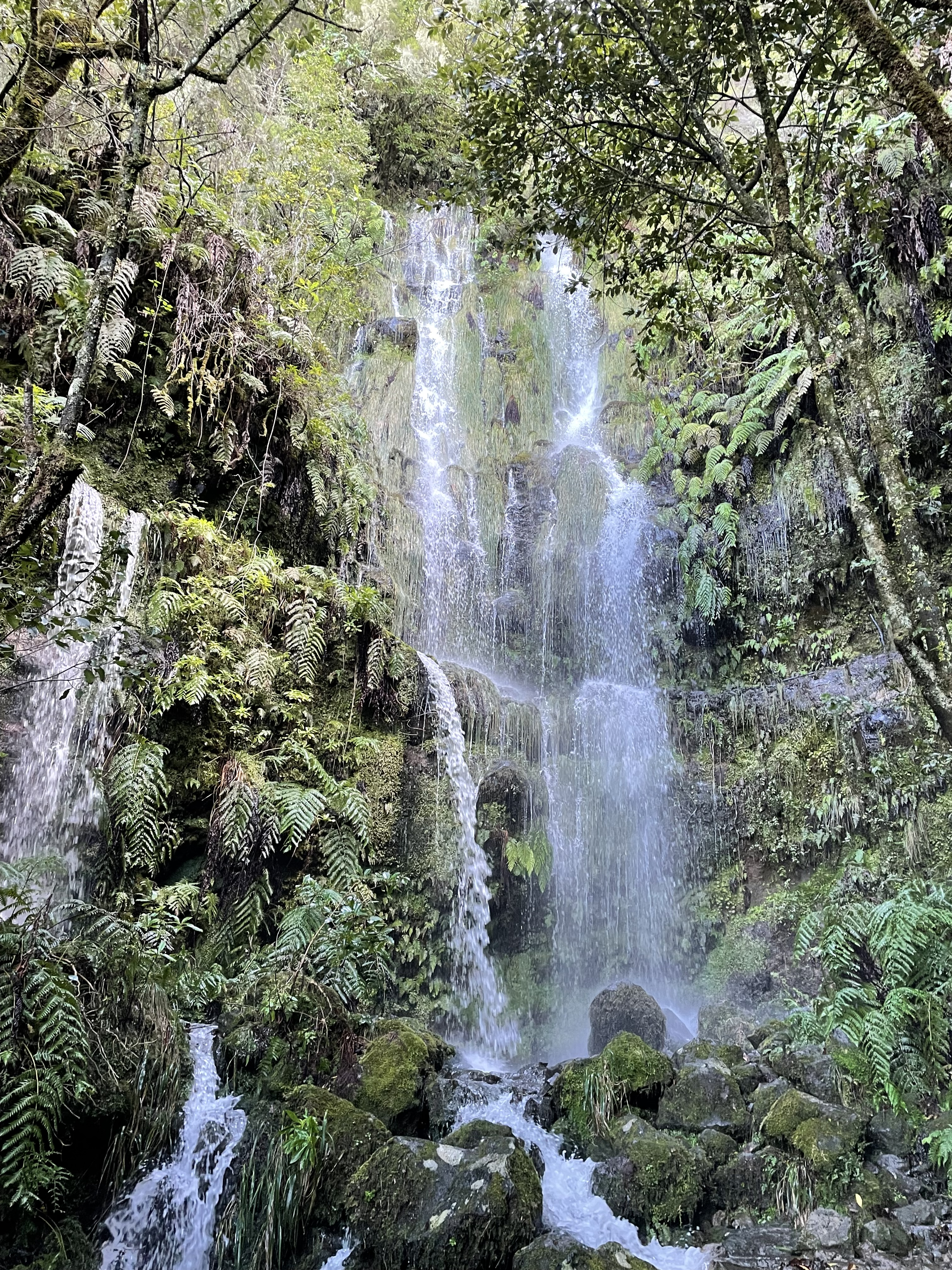
Wasserfall an der Levada do Caldeirão Verde

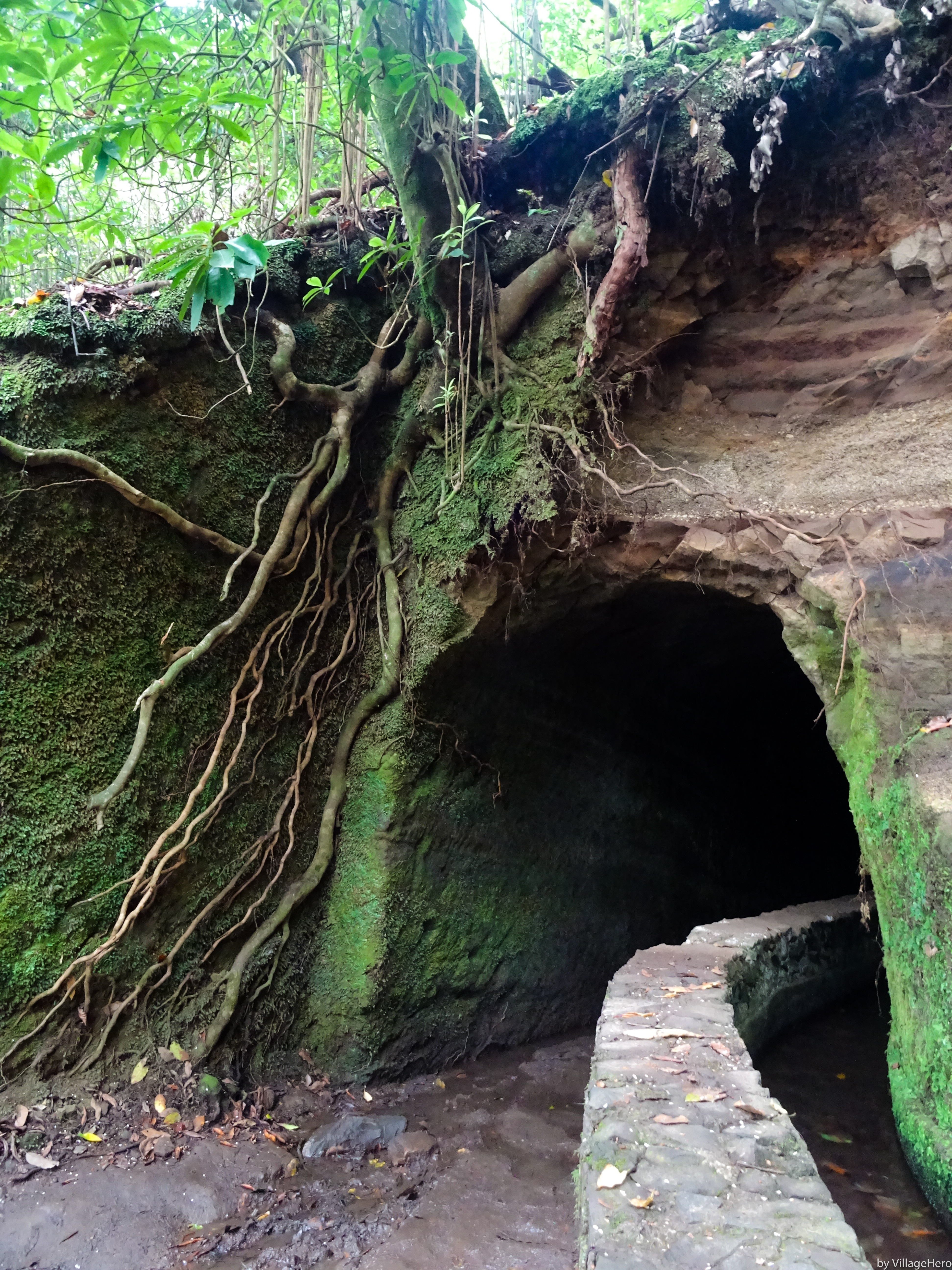
Zweiter Tunnel

Die Levada do Caldeirão Verde (portugiesisch für: Levada des grünen Kessels) ist ein schmaler Bewässerungskanal auf der portugiesischen Atlantikinsel Madeira auf dem Gebiet der Gemeinde Santana. Die Wanderung entlang des Wasserlaufs gehört zu den spektakulärsten Wanderwegen Madeiras. Das Schutzgebiet ist seit dem 2. Dezember 1999 UNESCO-Weltnaturerbe.

## Geschichte
Mit dem Bau der Levada wurde 1875 begonnen. Die Aufgabe gestaltete sich als extrem schwierig, da der größte Teil des Kanals mit einfachen Mitteln in eine senkrechte Wand gelegt werden musste. Erst 1904 konnten die Arbeiten abgeschlossen werden.

## Zugang
Die Wanderung beginnt auf 883 m an den Strohhäusern von Queimadas, die von Santana aus auf einer schmalen Bergstraße angefahren werden. Von Dort folgt man dem mit PR 9 ausgeschilderten Weg immer an der Levada do Caldeirão Verde entlang und kommt an mehreren Wasserfällen vorbei zum Lagoa do Caldeirão Verde (portugiesisch für See des grünen Kessels). Für den Hin- und Rückweg sind gut dreieinhalb Stunden einzuplanen.
Ein alternativer Startpunkt ist an der Auffahrt zum Pico Ruivo der Weiler Pico das Pedras, von dem sich die Wanderung um eine gute Stunde verlängert.

## Sehenswürdigkeiten
Der anfangs breite, im weiteren Verlauf mitunter sehr schmale Wartungsweg neben der Kanalrinne führt ohne nennenswerten Höhenunterschied durch immergrünen Lorbeerwald, in dessen Unterwuchs Großblättriger Hahnenfuß (Ranunculus cortusfolius), Wurzelnder Kettenfarn (Woodwardia radicans) und andere typische Vertreter der Flora Madeiras zu sehen sind. Mit etwas Glück kann auch die endemische Silberhalstaube (Columba trocaz) gesichtet werden. Der größte Teil der Trasse führt mitten durch eine senkrechte Felswand, trotz Seilsicherungen setzt die Wanderung Schwindelfreiheit voraus. Nach vier Tunneln, der längste davon ist etwa 200 m lang, erreicht man einen 110 m hohen Wasserfall, der sich in den Lagoa do Caldeirão Verde stürzt. Der Zugang auf den letzten Metern ist seit 2023 wegen eines Felssturzes gesperrt.